# Рун
Вижте пояснителната страница за други значения на Рун.
Рун е музикален перкусионен инструмент от групата на мебранофонните. Представлява церемониален инструмент, подобен на барабан, който се използва при ритуалите на лапландците. От 16 до 19 век използването на руна се е считало за тежко престъпление и обвиненият е бил осъждан на смърт. До наши дни са се запазили само около 70 екземпляра от тези музикални инструменти.